# Соомре, Йоонас
Йоонас Соомре (эст. Joonas Soomre; 17 мая 2000, Мярьямаа, Рапламаа) — эстонский футболист, правый полузащитник и нападающий клуба «Курессааре».

## Биография
Начинал заниматься футболом в командах «Флора» (Мярьямаа) и «Рапламаа». В 2014 году перешёл в юношескую команду таллинской «Флоры». С 2016 года играл на взрослом уровне за вторую и третью команды «Флоры» в низших лигах Эстонии.
Летом 2019 года перешёл в «Курессааре». Дебютный матч за клуб в высшей лиге Эстонии сыграл 3 августа 2019 года против «Нымме Калью» (2:7) и в этой же игре забил свой первый гол. В 2022 году вместе с «Курессааре» занял пятое место в чемпионате, что стало лучшим результатом в истории клуба. В апреле 2024 года провёл свой сотый матч за клуб.
Выступал за сборные Эстонии младших возрастов, сыграл 19 матчей.